# Yūtokutaishi Akiyama
Yutokutaishi Akiyama, nacido Sukenori Akiyama (japonés: 秋山 祐徳, Tokio, 1935 - Zama, Kanagawa; 3 de abril de 2020) fue un artista grabador, fotógrafo y político ocasional japonés.
Akiyama estudió grabado en la Escuela de Arte de Mushashino, la predecesora de la Universidad de Arte de Musashino, y después trabajó como diseñador industrial para una compañía eléctrica. Empezó a exhibir sus propios grabados de estaño y otras obras de 1965, y en tanto en 1975 como en 1979 estuvo en las elecciones para Gobernador de Tokio, trayendo el arte pop en el proceso.
Las exposiciones de su trabajo han incluido "Akiyama Yūtokutaishi no sekai-ten" (秋山祐徳太子の世界展) en Ikeda 20-Seiki Bijutsukan (池田20世紀美術館, Itō, Shizuoka) en 1994.
Desde 1999 hasta 2003, Akiyama fue un profesor adjunto en la Universidad de Sapporo.
Desde 1992 hasta alrededor de 2009, Akiyama se unió con Genpei Akasegawa y Yutaka Takanashi en el grupo informal Raika Dōmei.
Akiyama aparece en la película Yūheisha/Terorisuto (dir. Masao Adachi, 2007).
Falleció en el hospital de Zama (Kanagawa) el 3 de abril de 2020 a los ochenta y cinco años